# Dzmitryj Huszczanka
Dzmitryj Huszczanka (biał. Дзмітрый Гушчанка; ros. Дмитрий Гущенко; ur. 12 maja 1988 w Witebsku) – białoruski piłkarz, obecnie grajcy w FK Witebsk.